# Episodi di Make Room for Daddy (settima stagione)
La settima stagione della serie televisiva Make Room for Daddy (The Danny Thomas Show dalla quinta stagione) è andata in onda negli Stati Uniti dal 5 ottobre 1959 al 23 maggio 1960 sulla CBS.
| nº | Titolo originale                     | Prima TV USA     |
| -- | ------------------------------------ | ---------------- |
| 1  | Terry Comes Home                     | 5 ottobre 1959   |
| 2  | Rusty's Day in Court                 | 12 ottobre 1959  |
| 3  | The China Doll                       | 19 ottobre 1959  |
| 4  | Cupid's Little Helper                | 26 ottobre 1959  |
| 5  | Terry Meets Him                      | 2 novembre 1959  |
| 6  | Jealousy                             | 9 novembre 1959  |
| 7  | Terry Goes Bohemian                  | 16 novembre 1959 |
| 8  | Rusty, the Weight-Lifter             | 23 novembre 1959 |
| 9  | Tonoose, the Matchmaker              | 30 novembre 1959 |
| 10 | Danny and Milton Berle Quit Show Biz | 7 dicembre 1959  |
| 11 | Danny and the Little Men             | 14 dicembre 1959 |
| 12 | A Dog's Life                         | 21 dicembre 1959 |
| 13 | Kathy Crashes TV                     | 28 dicembre 1959 |
| 14 | Nightclub Owners                     | 4 gennaio 1960   |
| 15 | That Ol' Devil Jack Benny            | 11 gennaio 1960  |
| 16 | How to Be Head of the House          | 18 gennaio 1960  |
| 17 | Danny, the Housewife                 | 25 gennaio 1960  |
| 18 | The Apple Polishers                  | 1º febbraio 1960 |
| 19 | Tonoose Makes the Wedding Plans      | 8 febbraio 1960  |
| 20 | Danny Meets Andy Griffith            | 15 febbraio 1960 |
| 21 | Battle of the In-Laws                | 22 febbraio 1960 |
| 22 | Eulogy for Tonoose                   | 29 febbraio 1960 |
| 23 | Linda Wants to Be a Boy              | 7 marzo 1960     |
| 24 | Bachelor Party                       | 14 marzo 1960    |
| 25 | Danny, the Handyman                  | 21 marzo 1960    |
| 26 | The Wedding                          | 28 marzo 1960    |
| 27 | Three on a Honeymoon                 | 4 aprile 1960    |
| 28 | The Deerfield Story                  | 11 aprile 1960   |
| 29 | The Singing Delinquent               | 18 aprile 1960   |
| 30 | Rusty and the Tomboy                 | 25 aprile 1960   |
| 31 | Family Portrait                      | 9 maggio 1960    |
| 32 | Rusty Meets Little Lord Fauntleroy   | 16 maggio 1960   |
| 33 | Rusty's Advice to Linda              | 23 maggio 1960   |

## Terry Comes Home
- Prima televisiva: 5 ottobre 1959
- Diretto da:
- Scritto da:

### Trama
- Interpreti: Angela Cartwright (Linda Williams), Rusty Hamer (Rusty Williams), Marjorie Lord (Kathy Williams), Penny Parker (Terry Williams), Amanda Randolph (Louise), Robert Reed (Airline Pilot), Jacques Scott (francese), Mike Steen (guardia di sicurezza), Danny Thomas (Danny Williams), O.Z. Whitehead (Agente di Viaggio), Don Wilbanks (texano)

## Rusty's Day in Court
- Prima televisiva: 12 ottobre 1959
- Diretto da:
- Scritto da:

### Trama
- Interpreti: Danny Thomas (Danny Williams), Marjorie Lord (Kathy Williams), Rusty Hamer (Rusty Williams), Francis X. Bushman (George - Traffic Court Judge), Angela Cartwright (Linda Williams), Charles Lane (Oliver Watkins), Allan Lurie (ufficiale)

## The China Doll
- Prima televisiva: 19 ottobre 1959
- Diretto da:
- Scritto da:

### Trama
- Interpreti: Danny Thomas (Danny Williams), Marjorie Lord (Kathy Williams), Angela Cartwright (Linda Williams), Rusty Hamer (Rusty Williams), Marvin Miller (Mr. Chow), Ginny Tiu (Miss Chou)

## Cupid's Little Helper
- Prima televisiva: 26 ottobre 1959
- Diretto da:
- Scritto da:

### Trama
- Interpreti: Angela Cartwright (Linda Williams), Rusty Hamer (Rusty Williams), Marjorie Lord (Kathy Williams), Penny Parker (Terry Williams), Danny Thomas (Danny Williams)

## Terry Meets Him
- Prima televisiva: 2 novembre 1959
- Diretto da:
- Scritto da:

### Trama
- Interpreti: Danny Thomas (Danny Williams), Marjorie Lord (Kathy Williams), Rusty Hamer (Rusty Williams), Angela Cartwright (Linda Williams), Pat Harrington Jr. (Pat Hannigan), Penny Parker (Theresa 'Terry' Williams), Elliott Reid (Leslie Thorndyke)

## Jealousy
- Prima televisiva: 9 novembre 1959
- Diretto da:
- Scritto da:

### Trama
- Interpreti: Danny Thomas (Danny Williams), Marjorie Lord (Kathy Williams), Rusty Hamer (Rusty Williams; solo credito), Angela Cartwright (Linda Williams; solo credito), Ray Jacobs (Italian Salesman), Sid Melton (Charley Halper), Amanda Randolph (Louise)

## Terry Goes Bohemian
- Prima televisiva: 16 novembre 1959
- Diretto da:
- Scritto da:

### Trama
- Interpreti: Angela Cartwright (Linda Williams), Jack Costanzo (Waldo Kinster), Rosemary Eliot (Cafe Emcee), Rusty Hamer (Rusty Williams), Pat Harrington Jr. (Pat Hannigan), Marjorie Lord (Kathy Williams), Penny Parker (Terry Williams), William Eben Stephens (Roy Dixon), Danny Thomas (Danny Williams)

## Rusty, the Weight-Lifter
- Prima televisiva: 23 novembre 1959
- Diretto da:
- Scritto da:

### Trama
- Interpreti: Angela Cartwright (Linda Williams), Rusty Hamer (Rusty Williams), Kevin Jones (Jimmy), Ricky Klein (Tony Miller), Marjorie Lord (Kathy Williams), Danny Thomas (Danny Williams)

## Tonoose, the Matchmaker
- Prima televisiva: 30 novembre 1959
- Diretto da:
- Scritto da:

### Trama
- Interpreti: Danny Thomas (Danny Williams), Marjorie Lord (Kathy Williams), Rusty Hamer (Rusty Williams), Angela Cartwright (Linda Williams), Hans Conried (zio Tonoose), George Eiferman (Salim), Pat Harrington Jr. (Pat Hannigan), Penny Parker (Terry Williams)

## Danny and Milton Berle Quit Show Biz
- Prima televisiva: 7 dicembre 1959
- Diretto da:
- Scritto da:

### Trama
- Interpreti: Danny Thomas (Danny Williams), Marjorie Lord (Kathy Williams), Rusty Hamer (Rusty Williams), Angela Cartwright (Linda Williams), Milton Berle (se stesso), Douglass Dumbrille (Jim Frazier), Sara Harte (segretaria), Pitt Herbert (Walter - Membro del comitato esecutivo), Sid Melton (Charlie Halper), Warren Parker (Thorny - Membro del comitato esecutivo)

## Danny and the Little Men
- Prima televisiva: 14 dicembre 1959
- Diretto da:
- Scritto da:

### Trama
- Interpreti: Angela Cartwright (Linda Williams), Joseph Corey (Steve), Billy Curtis (Billy), Frank Delfino (Frank), Rusty Hamer (Rusty Williams), Pat Harrington Jr. (Pat Hannigan), Marjorie Lord (Kathy Williams), Sid Melton (Charley Halper), Penny Parker (Terry Williams), Danny Thomas (Danny Williams)

## A Dog's Life
- Prima televisiva: 21 dicembre 1959
- Diretto da:
- Scritto da:

### Trama
- Interpreti: Angela Cartwright (Linda Williams), Gale Gordon (Landlord Heckendorn), Rusty Hamer (Rusty Williams), Marjorie Lord (Kathy Williams), Danny Thomas (Danny Williams)

## Kathy Crashes TV
- Prima televisiva: 28 dicembre 1959
- Diretto da:
- Scritto da:

### Trama
- Interpreti: Danny Thomas (Danny Williams), Marjorie Lord (Kathy Williams), Rusty Hamer (Rusty Williams), Joseph Conley (Asst. Director), Joe Flynn (Stanley Cooper - Director), Angela Cartwright (Linda Williams), Betsy Jones-Moreland (Gloria - Actress), John Laing (Sam), Art Lewis (Milton), Penny Parker (Terry Williams)

## Nightclub Owners
- Prima televisiva: 4 gennaio 1960
- Diretto da:
- Scritto da:

### Trama
- Interpreti: Angela Cartwright (Linda Williams), The Guardian Quartet (loro stessi), Rusty Hamer (Rusty Williams; solo credito), Pat Harrington Jr. (Pat Hannigan), Beatrice Kay (se stessa), Marjorie Lord (Kathy Williams), Sid Melton (Charley Halper), Penny Parker (Terry Williams), The Guardsmen Quartet (loro stessi), Danny Thomas (Danny Williams)

## That Ol' Devil Jack Benny
- Prima televisiva: 11 gennaio 1960
- Diretto da:
- Scritto da:

### Trama
- Interpreti: Danny Thomas (Danny Williams), Marjorie Lord (Kathy Williams), Rusty Hamer (Rusty Williams; solo credito), Angela Cartwright (Linda Williams; solo credito), Jack Benny (Jack Benny), Gale Gordon (The Devil / Mr. Saunders)

## How to Be Head of the House
- Prima televisiva: 18 gennaio 1960
- Diretto da:
- Scritto da:

### Trama
- Interpreti: Angela Cartwright (Linda Williams), Rusty Hamer (Rusty Williams), Pat Harrington Jr. (Pat Hannigan), Marjorie Lord (Kathy Williams), Penny Parker (Terry Williams), Danny Thomas (Danny Williams)

## Danny, the Housewife
- Prima televisiva: 25 gennaio 1960
- Diretto da:
- Scritto da:

### Trama
- Interpreti: Claire Carleton, Angela Cartwright (Linda Williams), Rusty Hamer (Rusty Williams), Marjorie Lord (Kathy Williams), Maurice Marsac (Gustaf - Maitre d'), Edwin Mills, Danny Thomas (Danny Williams)

## The Apple Polishers
- Prima televisiva: 1º febbraio 1960
- Diretto da:
- Scritto da:

### Trama
- Interpreti: Angela Cartwright (Linda Williams), Rusty Hamer (Rusty Williams), Sheldon Leonard (Phil Brokaw), Marjorie Lord (Kathy Williams), Frances Osborne (Emily Sloan), Alan Reed (Howard Sloan), Danny Thomas (Danny Williams)

## Tonoose Makes the Wedding Plans
- Prima televisiva: 8 febbraio 1960
- Diretto da:
- Scritto da:

### Trama
- Interpreti: George Baxter (Commissioner), Angela Cartwright (Linda Williams), Hans Conried (zio Tonoose), Rusty Hamer (Rusty Williams), Pat Harrington Jr. (Pat Hannigan), Marjorie Lord (Kathy Williams), Nancy Millard (Commissioner's Secretary), Penny Parker (Terry Williams), Danny Thomas (Danny Williams)

## Danny Meets Andy Griffith
- Prima televisiva: 15 febbraio 1960
- Diretto da:
- Scritto da:

### Trama
- Interpreti: Danny Thomas (Danny Williams), Marjorie Lord (Kathy Williams), Rusty Hamer (Rusty Williams), Angela Cartwright (Linda Williams), Andy Griffith (sceriffo Andy Taylor), Ron Howard (Opie Taylor), Frances Bavier (Henrietta Perkins), Will Wright (Mr. Johnson), Frank Cady (Will - Town Drunk), Bill Baldwin (Ted - Intervistatore TV), Rance Howard

## Battle of the In-Laws
- Prima televisiva: 22 febbraio 1960
- Diretto da:
- Scritto da:

### Trama
- Interpreti: Angela Cartwright (Linda Williams), Jack Haley (Pat Hannigan Sr.), Rusty Hamer (Rusty Williams), Pat Harrington Jr. (Pat Hannigan), Marjorie Lord (Kathy Williams), Penny Parker (Terry Williams), Danny Thomas (Danny Williams)

## Eulogy for Tonoose
- Prima televisiva: 29 febbraio 1960
- Diretto da:
- Scritto da:

### Trama
- Interpreti: Angela Cartwright (Linda Williams), Hans Conried (zio Tonoose), Rusty Hamer (Rusty Williams), Marjorie Lord (Kathy Williams), Danny Thomas (Danny Williams), Ray Walker (Jack Powell)

## Linda Wants to Be a Boy
- Prima televisiva: 7 marzo 1960
- Diretto da:
- Scritto da:

### Trama
- Interpreti: Eric Anderson (Eric), Angela Cartwright (Linda Williams), Rusty Hamer (Rusty Williams), Marjorie Lord (Kathy Williams), Christopher Olsen (Chris), Skippy Shayne (Skippy), Rickie Sorensen (Rickie), Danny Thomas (Danny Williams)

## Bachelor Party
- Prima televisiva: 14 marzo 1960
- Diretto da:
- Scritto da:

### Trama
- Interpreti: Angela Cartwright (Linda Williams), Rusty Hamer (Rusty Williams), Pat Harrington Jr. (Pat Hannigan), Marjorie Lord (Kathy Williams), Sid Melton (Charley Halper), Penny Parker (Terry Williams), Amanda Randolph (Louise), Harry Ruby (Harry Ruby), Johnny Silver, Danny Thomas (Danny Williams)

## Danny, the Handyman
- Prima televisiva: 21 marzo 1960
- Diretto da:
- Scritto da:

### Trama
- Interpreti: Angela Cartwright (Linda Williams), Richard Erdman (Joe Forbes), Rusty Hamer (Rusty Williams), Marjorie Lord (Kathy Williams), Sid Melton (zio Charlie), Danny Thomas (Danny Williams)

## The Wedding
- Prima televisiva: 28 marzo 1960
- Diretto da:
- Scritto da:

### Trama
- Interpreti: Donna Arlin, Tiny Brauer, Angela Cartwright (Linda Williams), Tom Daly, Paul Dubov, Joey Faye (Caterer), Milton Frome, Barbara Gayle, Rusty Hamer (Rusty Williams), Pat Harrington Jr. (Pat Hannigan), Darlene Jaman, Marjorie Lord (Kathy Williams), Sid Melton (Charley Halper), Penny Parker (Terry Williams), Amanda Randolph (Louise - Maid), Lillian Randolph (Louise), Chet Stratton (Mr. Kelly), Danny Thomas (Danny Williams), Herb Vigran (barista)

## Three on a Honeymoon
- Prima televisiva: 4 aprile 1960
- Diretto da:
- Scritto da:

### Trama
- Interpreti: Angela Cartwright (Linda Williams), Rusty Hamer (Rusty Williams), Pat Harrington Jr. (Pat Hannigan), Marjorie Lord (Kathy Williams), Penny Parker (Terry Hannigan), Amanda Randolph (Louise), Danny Thomas (Danny Williams), Leon Tyler (Bell Hop)

## The Deerfield Story
- Prima televisiva: 11 aprile 1960
- Diretto da:
- Scritto da:

### Trama
- Interpreti: Jim Backus (Jim Fletcher), Angela Cartwright (Linda Williams), Fritz Feld (Walter Allsbach), Rusty Hamer (Rusty Williams), Marjorie Lord (Kathy Williams), Sid Melton (Charley Halper), Danny Thomas (Danny Williams)

## The Singing Delinquent
- Prima televisiva: 18 aprile 1960
- Diretto da:
- Scritto da:

### Trama
- Interpreti: Danny Thomas (Danny Williams), Marjorie Lord (Kathy Williams), Rusty Hamer (Rusty Williams), Angela Cartwright (Linda Williams), Robert Banas (David), Susan Crane (Beverly), Sid Melton (Charley Halper), Melinda Plowman (Mary Lou), Bobby Rydell (Bobby Phillips), James Seay (Al Baxter), Sheldon Leonard (Phil Brocaw)

## Rusty and the Tomboy
- Prima televisiva: 25 aprile 1960
- Diretto da:
- Scritto da:

### Trama
- Interpreti: Danny Thomas (Danny Williams), Marjorie Lord (Kathy Williams), Rusty Hamer (Rusty Williams), Sherry Alberoni (Gloria Butler), Barbara Beaird (Barbara), Angela Cartwright (Linda Williams)

## Family Portrait
- Prima televisiva: 9 maggio 1960
- Diretto da:
- Scritto da:

### Trama
- Interpreti: Angela Cartwright (Linda Williams), Gale Gordon (Godfrey Gaylord), Rusty Hamer (Rusty Williams), Marjorie Lord (Kathy Williams), Amanda Randolph (Louise), Danny Thomas (Danny Williams)

## Rusty Meets Little Lord Fauntleroy
- Prima televisiva: 16 maggio 1960
- Diretto da:
- Scritto da:

### Trama
- Interpreti: Lee Aaker (Charles Crane), Angela Cartwright (Linda Williams), Rusty Hamer (Rusty Williams), Cathy Lewis (Mrs. Crane), Marjorie Lord (Kathy Williams), Danny Thomas (Danny Williams)

## Rusty's Advice to Linda
- Prima televisiva: 23 maggio 1960
- Diretto da:
- Scritto da:

### Trama
- Interpreti: Angela Cartwright (Linda Williams), Tiger Fafara (Boy at Orphanage, filmati d'archivio), Rusty Hamer (Rusty Williams), Marjorie Lord (Kathy Williams), Danny Thomas (Danny Williams), Lurene Tuttle (Mrs. Martin, filmati d'archivio), Mary Wickes (Liz O'Neill, filmati d'archivio))